# Le Uy Muc
Lê Uy Mục, namn vid födseln (tên huý) Lê Tuấn, född 1488, död 1509, var den åttonde kejsaren av Senare Ledynastin i Vietnam. Han regerade från 1505 till 1509.
Han fick smeknamnet demonkungen på grund av sin grymhet. Han var mer intresserad av mord, orgier och fylla än av att regera landet och Senare Ledynastins storhet var nu definitivt förbi. Hans kusin Lê Tương Dực gjorde uppror och fick genast en stor uppslutning. Lê Uy Mục han begå självmord innan upprorsmännen fick tag i honom.